# علي هارون
علي هارون (أو محمد علي هارون)سياسي ومحامي جزائري مناضل سابق في صفوف جبهة التحرير. ولد سنة 1927 ببئر مراد رايس بالجزائر العاصمة.عين كوزير لحقوق الإنسان في حكومة سيد احمد غزالي

## السيرة
بعد إنهائه للدراسة الابتدائية والثانوية بالجزائر، انتقل إلى فرنسا لمتابعة الدراسات العليا، أين حصل على ليسانس في الحقوق. حصل على شهادة لمزاولة المحاماة ولاحقا شهادة دكتوراه دولة.
التحق بصفوف جبهة التحرير الجزائرية مباشرة بعد اندلاع الثورة. وكلف بمساعدة عبان رمضان في إصدار جريدة «المقاومة الجزائرية»، ثم جريدة المجاهد التي حلت مكانها. عين سنة 1958، كمسؤول سياسي لفدرالية جبهة التحرير في فرنسا. وفي الفترة من 1960 إلى 1962، أصبح عضوا في المجلس الوطني للثورة الجزائرية.
بعد الاستقلال في 1962، أصبح نائبا في المجلس التأسيسي من 1962 إلى 1963. عارض ترشيح أحمد بن بلة ودستوره، ما اضطره إلى ترك الحياة السياسية والانشغال بوظيفة المحامي في محكمة الجزائر والمحكمة العليا. بعد استقالة الرئيس الشاذلي بن جديد واغتيال محمد بوضياف، عين كعضو في المجلس الأعلى للدولة لتسيير شؤون البلاد أثناء العشرية السوداء التي مرت بالبلاد.

## المؤلفات
- (بالفرنسية) الولاية السابعة، حرب جبهة التحرير في فرنسا (1954-1962) (بالفرنسية: La 7e Wilaya. La guerre du FLN en France (1954-1962)), صدر عن دار Seuil, باريس، 1986.
- (بالفرنسية) L'été de la discorde, Algérie, دار القصبة للنشر، الجزائر، 2000.
- (بالفرنسية) Le rempart - La suspension des élections législatives de janvier 1992 face à la terreur djihadiste, دار القصبة للنشر، الجزائر، 2014.